# Squale
Squale SA es una marca suiza fundada en 1959 por Charles von Büren, especializada en relojes de buceo profesionales. Es propiedad de la familia Maggi, que anteriormente había distribuido relojes von Büren/Squale en Italia.

## Historia

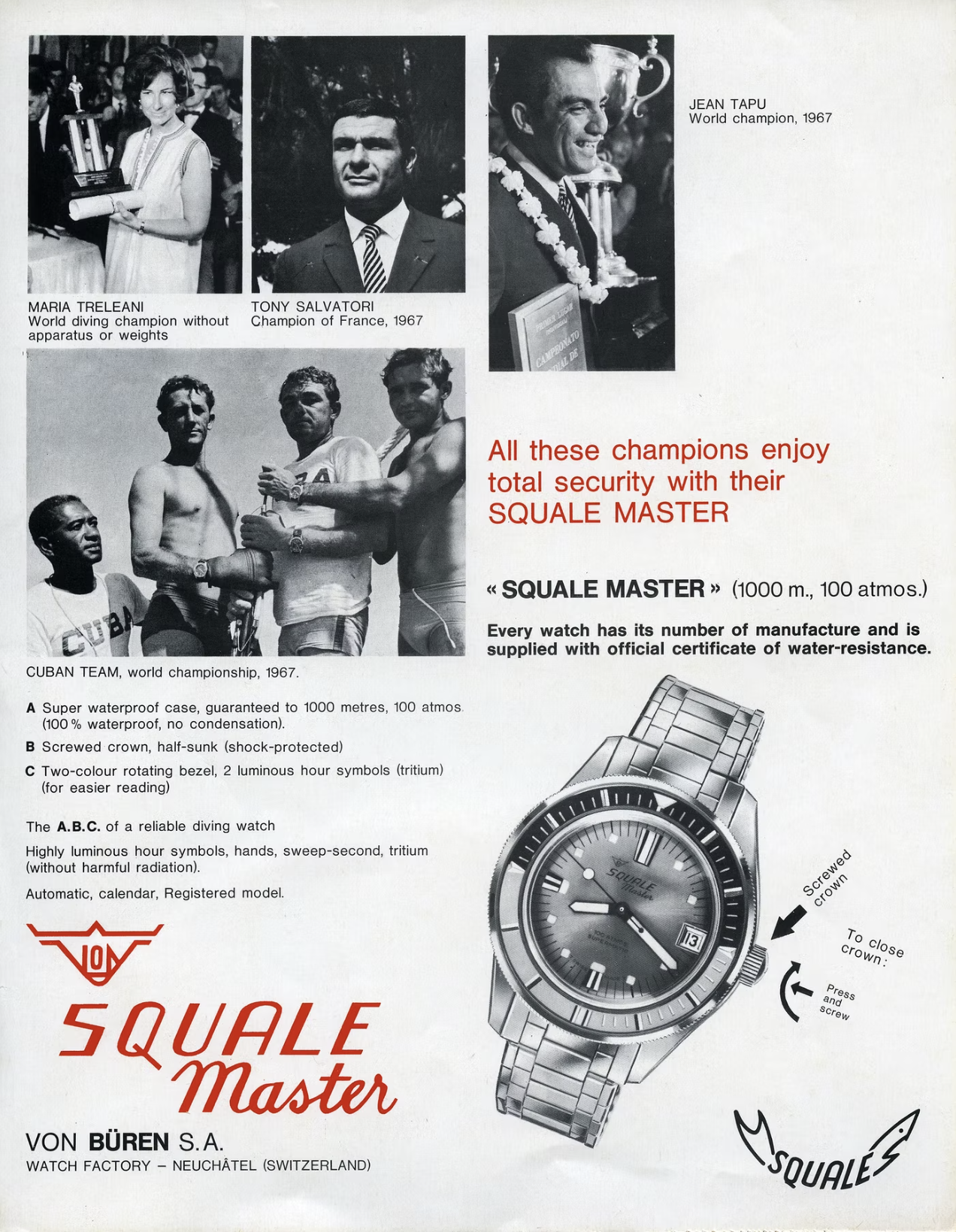
Antiguo anuncio de Squale

Ya en 1948, Charles von Büren comenzó a ensamblar relojes comercializados con su nombre. Años más tarde, en 1959, registró la marca Squale en Neuchâtel, Suiza.
Durante las décadas de 1960 y 1970, Squale proporcionó cajas de reloj para Altanus Genève, Arlon, Potens Prima, Prima Flic, Jean Perret Geneva, Ocean Diver / Blandford, Deman Watch, Margi, Berio, Eagle Star Genève, La Spirotechnique, Wertex, Carlson Tavernier Geneva y Sinn. Las cajas diseñadas para una resistencia al agua de 500 m con la corona ubicada en la posición de las 4 en punto se vendieron a Airin, Dodane, Blancpain, Tag Heuer, Doxa, Zeno y Auricoste. La firma también suministró relojes a la Brigada paracaidistas Folgore, parte de la Aeronautica Militare, y al Cuerpo de Buceo de la Marina Militare durante este período.
En 1974, Squale entró en el mercado relojero como entidad independiente.
En 1989, tras la crisis del cuarzo de la industria relojera, Squale detuvo la producción de relojes mecánicos para centrarse en los relojes de cuarzo. Esto dio lugar a la creación del Squale Rambo. Al igual que muchas empresas relojeras de la época, la empresa comenzó a desaparecer del mercado internacional.
Tras la jubilación de Charles von Büren, la familia Maggi y los antiguos distribuidores italianos de relojes von Büren se asociaron.
La marca se relanzó en 2010 con sede en Milán y la relojería en Chiasso, Suiza.
En 2020, Squale trasladó su sede por completo a Chiasso, Suiza.

## Nombre y logotipo
"Squale" significa tiburón en francés. La "E" es muda y se pronuncia "Skwal". En 1946, Charles von Büren fundó C.Von Büren SA en Neuchâtel, Suiza. En 1959, tras comprobar él mismo la fiabilidad de las cajas de sus relojes en numerosas ocasiones, registró la marca Squale.

## Propietarios destacados
- Jackie Chan lució un Squale Rambo durante la película "La armadura de Dios" de 1987.[8]
- El equipo nacional cubano de buceo de 1967.[9]
- Se ha visto a James Marsden luciendo un Squale 50 Atmos Ref. 1521-026A.[10]
- Jacques Mayol batió el récord mundial de buceo profundo en apnea en numerosas ocasiones con relojes Squale.[5]
- Tony Salvatori, campeón francés de pesca submarina en 1967.
- Jean Tapu, campeón mundial de buceo en 1967.[9]
- Maria "Jolly" Treleani, récord mundial de buceo profundo (triple campeona mundial de apnea en 1965, 1966 y 1967)[9]

## Modelos de relojes
Modelos anteriores:
- Squale Rambo
- Colección Master
- Colección Tiger

Modelos actuales:
- Colección 1521
- Colección 1545
- Colección Super Squale
- Colección 2002
- Colección Matic
- Colección SUB-39
- Colección T-183